# Bogusław Nierenberg
Bogusław Walenty Nierenberg – polski ekonomista, dr hab. nauk humanistycznych, profesor Instytutu Kultury Wydziału Zarządzania i Komunikacji Społecznej Uniwersytetu Jagiellońskiego.

## Życiorys
18 grudnia 2003 obronił pracę doktorską Reklama jako element procesu komunikacji rynkowej, 27 lutego 2008 habilitował się na podstawie pracy zatytułowanej Publiczne przedsiębiorstwo medialne. Determinanty, systemy, modele. 26 lutego 2013 nadano mu tytuł profesora w zakresie nauk humanistycznych. Został zatrudniony na stanowisku adiunkta w Instytucie Spraw Publicznych na Wydziale Zarządzania i Komunikacji Społecznej Uniwersytetu Jagiellońskiego.
Był profesorem nadzwyczajnym w Katedrze Logistyki i Marketingu na Wydziale Ekonomicznym Wyższej Szkole Zarządzania i Administracji w Opolu, w Instytucie Politologii na Wydziale Nauk Społecznych Uniwersytetu Opolskiego, oraz Zespołu Katedr Nauk o Kulturze Wydziału Zarządzania i Komunikacji Społecznej Uniwersytetu Jagiellońskiego, a także dyrektorem w Instytucie Kultury, prodziekanem na Wydziale Zarządzania i Komunikacji Społecznej Uniwersytetu Jagiellońskiego i wiceprzewodniczącym Komisji Zarządzania Kulturą i Mediami (Międzywydziałowe Komisje Interdyscyplinarne) Polskiej Akademii Umiejętności.
Jest członkiem Komisji Zarządzania Kulturą i Mediami (Międzywydziałowe Komisje Interdyscyplinarne) Polskiej Akademii Umiejętności, Polskiego Towarzystwa Naukowego Prawa Prasowego, Polskiego Towarzystwa Ekonomicznego, Polskiego Towarzystwa Polityki Społecznej i profesorem  Instytutu Kultury Wydziału Zarządzania i Komunikacji Społecznej Uniwersytetu Jagiellońskiego.
W latach 1998–2001 radny sejmiku opolskiego z ramienia Sojuszu Lewicy Demokratycznej.

## Odznaczenia
W 2020 odznaczony Srebrnym Krzyżem Zasługi.